# Skånstorp
Skånstorp är en utbredd bebyggelse i Hällestads socken i Finspångs kommun. Från 2015 avgränsar SCB i östra delen en småort.